# Repatriace
Repatriace (z pozdně latinského repatriare) je návrat osoby zpět do místa jejího původu, do vlasti, nebo vrácení občanství na základě svobodně vyjádřené vůle k takovému návratu.
Příkladem repatriace v Československu je návrat řeckých emigrantů do Řecka koncem sedmdesátých let 20. století nebo návrat dvou tisíc Volyňských Čechů z černobylské oblasti počátkem devadesátých let 20. století.
Příkladem repatriace po rozpadu SSSR je návrat Tatarů odvlečených Stalinem do Střední Asie zpět na Krym.
Repatriantem může být exulant (politický uprchlík) nebo emigrant (ekonomický uprchlík). Pojem repatriace se používá i v případech osob, které pobývaly v zahraničí v zájmu svého státu: vojáci, diplomaté.  Dále se pojem repatriace používá v případech evakuace vlastních občanů ze zemí, kde se prudce zhoršila bezpečnost (přírodní katastrofa, vojenský konflikt nebo revoluce).
Repatriace uprchlíků, žadatelů o azyl a nelegálních migrantů je řešením pro státy postižené masovou migrací. K zajištění dobrovolného souhlasu s repatriací jsou vynakládány finanční prostředky.
U případů, kde chybí souhlas osoby se nejedná o repatriaci, ale o deportaci. V případě zločinců vydávaných partnerskými zeměmi je násilí nezbytnou součástí deportace.

## Zdravotní repatriace
Když je cestovatel neschopen pokračovat ve své cestě ze zdravotních důvodů, je pojišťovna požádána o repatriaci pacienta. Doprava může být řešena běžným letem, autosanitkou nebo aerosanitkou (let letadlem upraveným jako sanitka). Zdravotní repatriace je odlišná od zdravotní evakuace.

## Repatriace post-mortem (po smrti)
Převezení ostatků do vlasti.

## Repatriace měny
Když je zahraniční měna měněna zpět na měnu domácí země, je toto nazýváno repatriací. Příkladem by byl Američan, který mění britské libry zpět na americké dolary.

## Kulturní repatriace
Kulturní repatriace je návrat uměleckého objektu nebo umělecké práce do země původu (obvykle starověké umělecké předměty), nebo (pro ukořistěné předměty) k bývalému vlastníku (nebo jeho dědicům).